# Gåstjärnen, Gästrikland
Gåstjärnen är en sjö i Ockelbo kommun i Gästrikland och ingår i Testeboåns huvudavrinningsområde. Sjön har en area på 0,08 kvadratkilometer och ligger 106 meter över havet.

## Delavrinningsområde
Gåstjärnen ingår i det delavrinningsområde (675373-155444) som SMHI kallar för Mynnar i Östersjön. Medelhöjden är 99 meter över havet och ytan är 14,8 kvadratkilometer. Det finns inga avrinningsområden uppströms utan avrinningsområdet är högsta punkten. Vattendraget som avvattnar avrinningsområdet har biflödesordning 2, vilket innebär att vattnet flödar genom totalt 2 vattendrag innan det når havet efter 41 kilometer. Avrinningsområdet består mestadels av skog (76 procent). Avrinningsområdet har 0,32 kvadratkilometer vattenytor vilket ger det en sjöprocent på 2,2 procent.